# Sándorfi Ede
Sándorfi Ede (szlovákul Eduard Šándorfi – Škrabánek; Bosác, 1869. április 5. – Verbóc, 1936. január 6.) római katolikus pap.

## Élete
Apja János bosáci tanító volt. Testvére Sándorfi Nándor. Teológiai tanulmányait Nagyszombatban és Esztergomban végezte. 1892. június 27-én szentelték miséspappá. Segédlelkész volt Pobedényben, majd Budapesten hittanár és a Munkások Körének elnöke. 1905-től Verbócon adminisztrátor.
Előbb a Listy Svätého Antona, a Kresťan, majd 1903-tól Cservienka Andrással együtt a Posol svätého Antona (Szent Antal követe) havilap szerkesztője és kiadója volt. A szegények és a szlovák szabadság támogatója.

## Művei
- 1889 Két év előtti szünidőm emléke. In: Szépirodalmi Kert 1889/ 11-12.
- 1902 Vybrane spisy humoristické Zaoska. Budapest.
- 1904 Slovo ku kresťanským robotnikom. Budapest.
- 1928 Protizákonnosti spáchané proti voličom z Vŕboviec. In: Aloiz Kolísek: Uhorské voľby. Bratislava.